# Micro (Texteditor)
Micro ist ein freier Texteditor für Unix- und ähnliche Systeme, etwa Linux, sowie für Windows.
Micro wird über die Kommandozeile aufgerufen. Im Gegensatz zu einigen anderen Unix-Texteditoren für die Kommandozeile – wie etwa vi oder nano – ermöglicht Micro eine GUI-artige Bedienung mit dem Cursor. Micro ist in Go geschrieben.
Seine erste Veröffentlichung von Zachary Yedidia stammt aus dem Jahr 2016.

## Funktionen
Micro ist vollständig quelloffen, wird über die Softwareentwicklungsplattform GitHub entwickelt und kann über die MIT-Lizenz frei genutzt werden. Der Editor wird direkt in der Kommandozeile aufgerufen (z. B. in der Powershell oder im Bash Terminal) und benötigt keine grafische Benutzeroberfläche, bietet aber viele Komfortfunktionen, die man sonst nur aus GUI-Editoren kennt.
Die Bedienung von Micro orientiert sich an modernen Editoren. Alle wesentlichen Aktionen lassen sich mit Tastenkombinationen ausführen. Eine integrierte Hilfe erleichtert den Einstieg. Anders als bei vim oder nano ist keine spezielle Befehlssprache notwendig.
Als Funktionen bietet er:

Die Micro-Hilfeseite (+)

Auflistung der Micro-Kommandozeilenparameter (micro --help)

- Standardisierte Tastenkombinationen für gängige Funktionen wie bspw. Strg + S / C / V / Z etc.
- Syntaxhervorhebung für über 130 Programmier- und Satzbeschreibungssprachen
- Suchen und Ersetzen
- Undo-Funktion
- Redo-Funktion
- Unicodeunterstützung
- Zeilennummerierung
- Automatischer Zeilenumbruch
- Kopieren-und-Einfügen-Unterstützung
- Autovervollständigung
- Tiling
- Die Unterstützung von Registertabs
- Mausunterstützung, inkl. den Funktionen Ziehen, um auszuwählen, Doppelklick, um ein Wort auszuwählen, Dreifachklick, um eine Zeile auszuwählen etc.
- Plug-in Unterstützung mit einem eingebauten Plugin-Manager, der das automatische Installieren, Entfernen und Aktualisieren von Plugins erlaubt.
- Makro-Unterstützung
- Plattformunabhängigkeit
- Konfigurierbarkeit

## Rezeption
In der c’t wird der Editor als funktionsreiche und dennoch leicht zugängliche Terminalanwendung beschrieben, die auch für Nutzer, die an grafische Bedienoberflächen gewöhnt sind, geeignet ist. Für wintotal.de ist Micro ein moderner, kommandozeilen-basierter plattformübergreifender Texteditor, der beliebig viele Farbschemata und Syntaxhighlighting für über 90 Programmiersprachen unterstützt. Für Joël Schurter ist Micro der beste Text-Editor für das Terminal. Mit ihm kann man im Gegensatz zu Vim, Nano und weiteren CLI-Text-Editoren mit den gewohnten Tastenkombinationen Strg + C / V / Q etc. arbeiten, was einen enormen Vorteil darstelle. Micro wäre im Vergleich zu grafischen Editoren um einiges schneller, was für beim Bearbeiten von größeren Dateien und allgemein beim Bearbeiten von Texten ein Vorteil darstelle. Für techtribune.net zählt Micro zu den „20 Best Open Source Text Editors“, weil Micro ein befehlszeilenbasierter Texteditor ist, der einfach und intuitiv genug ist, damit Benutzer die Funktionen anderer terminalbasierter Texteditoren ohne die steile Lernkurve nutzen können. Das englischsprachige Linux-Magazine bezeichnet den Editor als tollen Ersatz (great substitute) für den Editor GNU Nano.